# Faros
La Faros est un cultivar de pomme à croquer ou pour le cidre originaire de Brie.

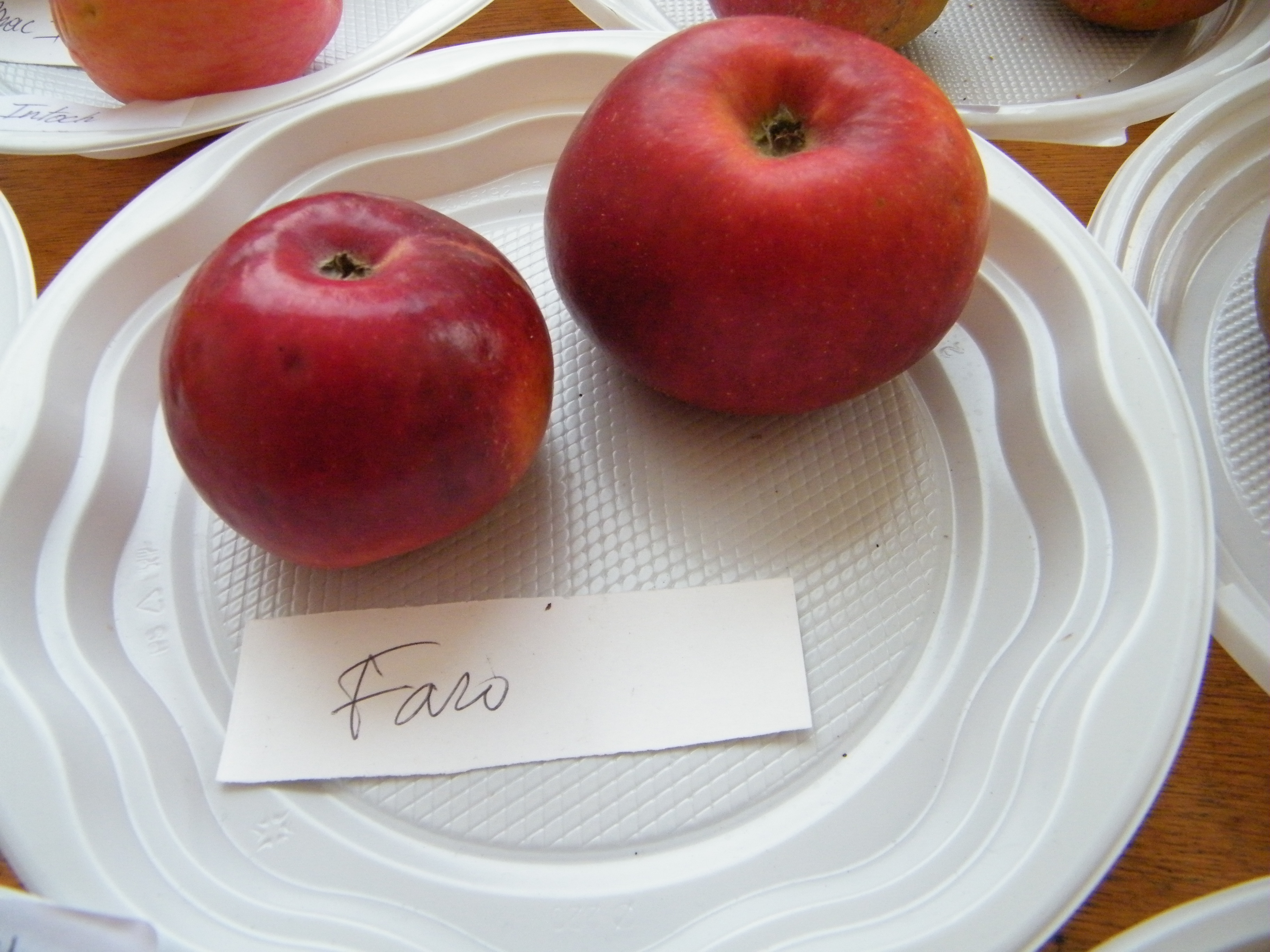
Fruits obtenus sans traitement.

## Synonymes
- Faro
- Faraud

## Description
Sa forme est un peu sphérique aplatie. Régulière, calibre moyen.
Sa peau épaisse est rouge sang-jaune strié d'ombre.
Sa chair est blanche (un peu jaune-verdâtre). Assez juteuse, sucrée, croquante et parfumée.
Peau épaisse, rouge soutenu côté soleil, vert clair sous une feuille.
Le pédoncule gros et court est dans une cavité souvent recouverte de rouille.

## Culture
La Faros est une variété rustique très peu sensible aux maladies. L'arbre est vigoureux et ne se prête pas aux formes naines. Idéal pour de la haute tige.
Le port de l'arbre est particulier, enchevêtré et vigoureux mais "pleureur", Type 4, peu alternant.
Floraison mi-tardive (+7j), Faros est pollinisée par Belle fleur jaune ou Calville blanc.
Elle se conserve jusqu'en mars.